# Емералд (Вісконсин)
Емералд (англ. Emerald) — місто (англ. town) в США, в окрузі Сент-Круа штату Вісконсин. Населення — 831 особа (2020).

## Демографія
Згідно з переписом 2010 року, у місті мешкали 853 особи в 303 домогосподарствах у складі 238 родин. Було 315 помешкань
Расовий склад населення:
| - 95,7 % — білих - 1,1 % — азіатів - 0,4 % — чорних або афроамериканців - 0,1 % — корінних американців - 1,6 % — осіб інших рас |

До двох чи більше рас належало 1,2 %. Частка іспаномовних становила 3,9 % від усіх жителів.
За віковим діапазоном населення розподілялося таким чином: 27,1 % — особи молодші 18 років, 62,1 % — особи у віці 18—64 років, 10,8 % — особи у віці 65 років та старші. Медіана віку мешканця становила 39,3 року. На 100 осіб жіночої статі у місті припадало 108,6 чоловіків;  на 100 жінок у віці від 18 років та старших — 117,5 чоловіків також старших 18 років.
Середній дохід на одне домашнє господарство  становив 95 654 долари США (медіана — 73 125), а середній дохід на одну сім'ю — 106 689 доларів (медіана — 82 813). Медіана доходів становила 52 917 доларів для чоловіків та 33 750 доларів для жінок. За межею бідності перебувало 4,8 % осіб, у тому числі 2,2 % дітей у віці до 18 років та 5,3 % осіб у віці 65 років та старших.
Цивільне працевлаштоване населення становило 427 осіб. Основні галузі зайнятості: виробництво — 20,6 %, освіта, охорона здоров'я та соціальна допомога — 18,3 %, роздрібна торгівля — 8,4 %, сільське господарство, лісництво, риболовля — 8,4 %.